# Interceptação

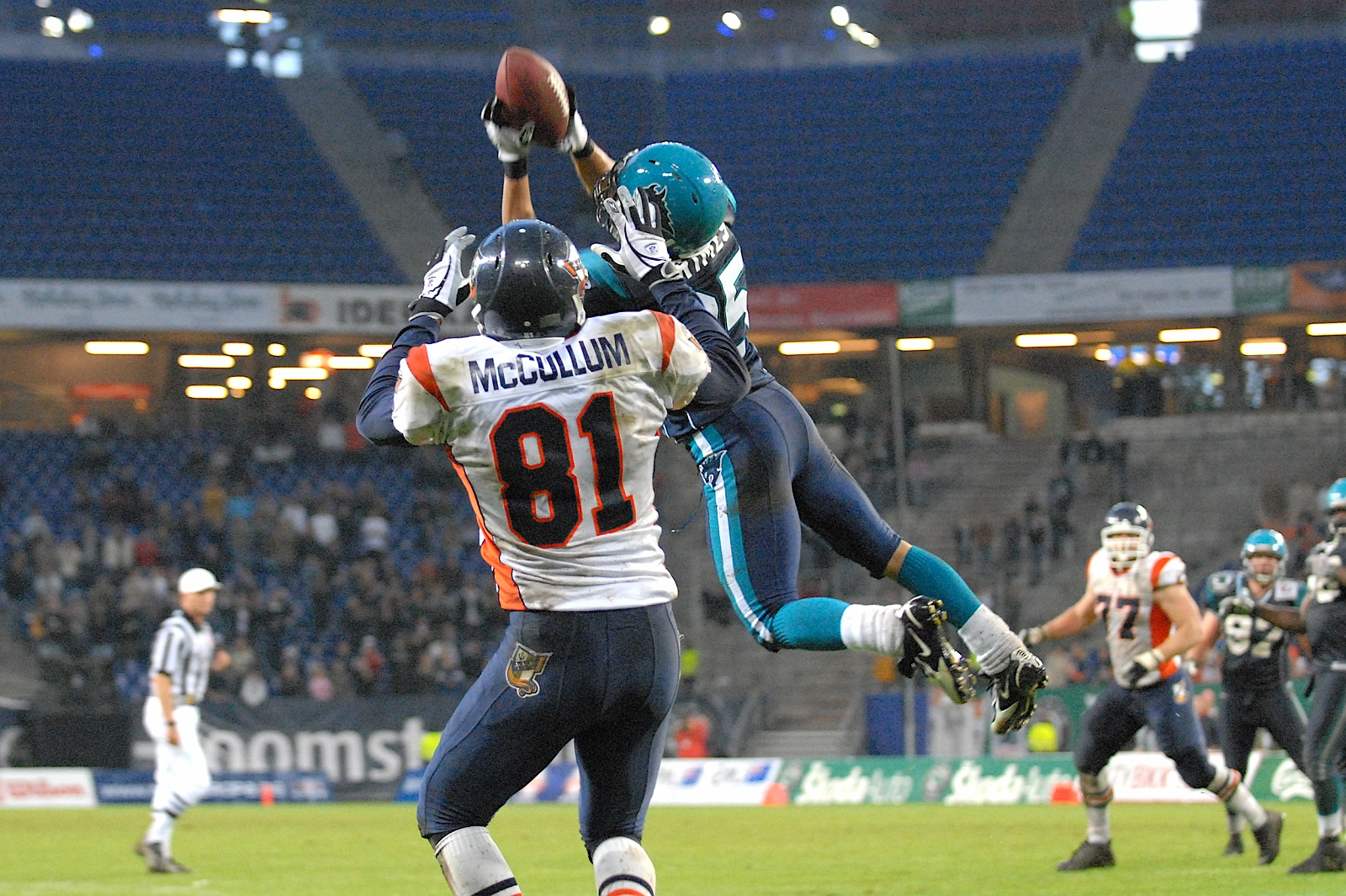
Um defensor se antecipa ao WR e faz a interceptação

Interceptação é um termo no futebol americano quando a bola é pega por um adversário da defesa em uma situação de passe. A interceptação é considerada um turnover e pode ser retornada pelo defensor para touchdown.